# Fleury-Mérogis
Pour les articles homonymes, voir Fleury.
Fleury-Mérogis (prononcé [flœʁi meʁɔʒis] ) est une commune française située à vingt-six kilomètres au sud de Paris dans le département de l'Essonne en région Île-de-France.
Elle est notamment connue pour sa prison, qui est la plus grande d'Europe.

## Géographie

### Situation
Fleury-Mérogis est une ville de la banlieue sud de Paris qui fait partie de la zone d'emploi de Saclay.
Elle est située à vingt-six kilomètres au sud de Paris-Notre-Dame, point zéro des routes de France, six kilomètres au sud-ouest d'Évry, sept kilomètres à l'est de Montlhéry, neuf kilomètres à l'ouest de Corbeil-Essonnes, neuf kilomètres au nord-est d'Arpajon, treize kilomètres au sud-est de Palaiseau, seize kilomètres au nord de La Ferté-Alais, vingt-six kilomètres au nord-ouest de Milly-la-Forêt, vingt-six kilomètres au nord-est d'Étampes, vingt-huit kilomètres au nord-est de Dourdan.

### Communes limitrophes
Les communes limitrophes sont Viry-Châtillon, Bondoufle, Grigny, Morsang-sur-Orge, Le Plessis-Pâté, Ris-Orangis et Sainte-Geneviève-des-Bois.

### Géologie et relief
La superficie de la commune est de 6,51 km2 ; son altitude varie de 76  à   101 mètres.

### Hydrographie

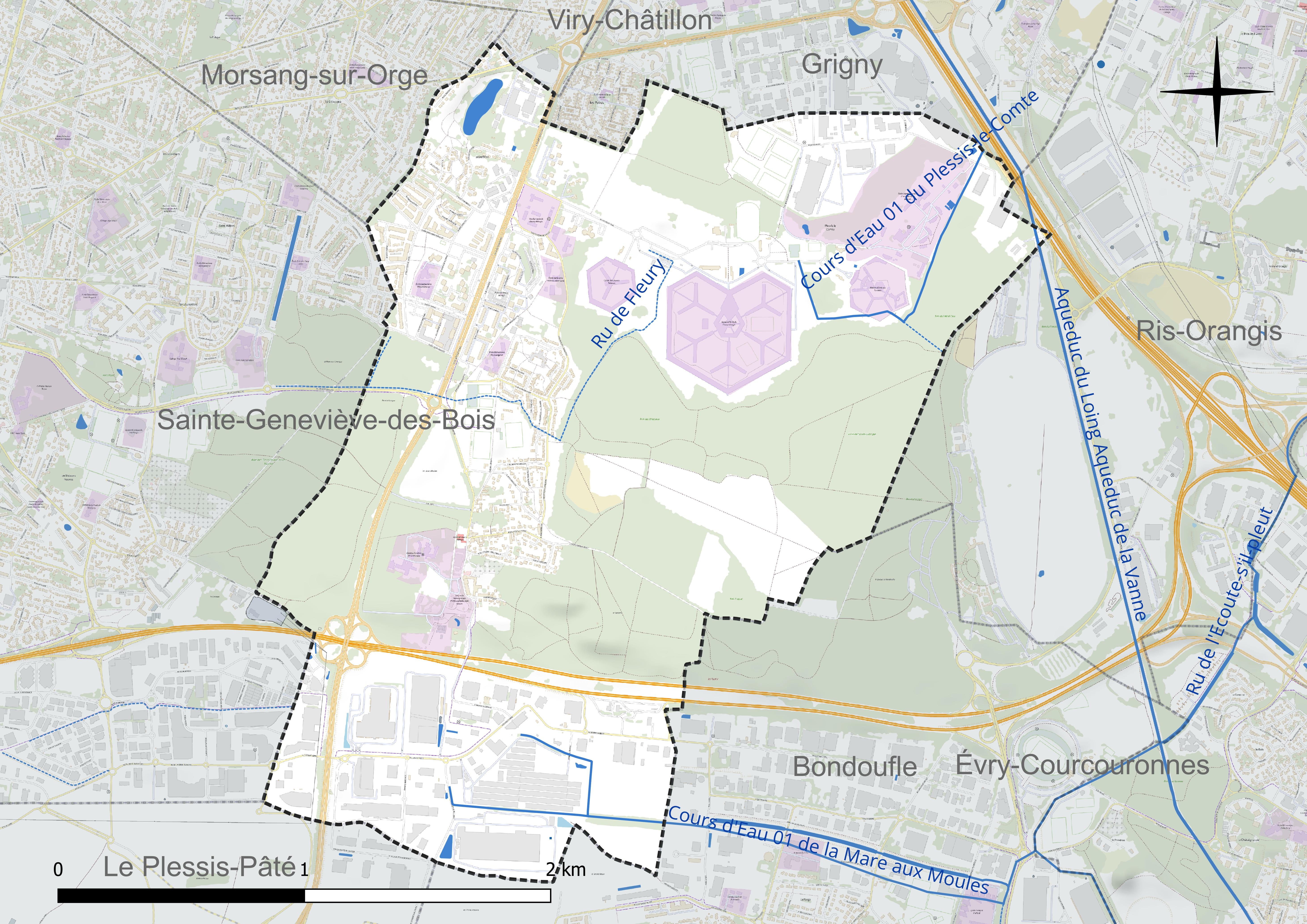
Carte hydrographique de la commune.

Le territoire, tangenté au nord-est par les aqueducs de la Vanne et du Loing, est drainé par trois petits ruisseaux : le Ru de Fleury, le Cours d'eau 01  du Plessis-le-Comte et le Cours d'eau 01 de la Mare aux Moules.

### Climat
Pour des articles plus généraux, voir Climat de l'Île-de-France et Climat de l'Essonne.
En 2010, le climat de la commune est de type climat océanique dégradé des plaines du Centre et du Nord, selon une étude du CNRS s'appuyant sur une série de données couvrant la période 1971-2000. En 2020, Météo-France publie une typologie des climats de la France métropolitaine dans laquelle la commune est exposée à un climat océanique altéré et est dans la région climatique Sud-ouest du bassin Parisien, caractérisée par une faible pluviométrie, notamment au printemps (120 à 150 mm) et un hiver froid (3,5 °C).
Pour la période 1971-2000, la température annuelle moyenne est de 11,2 °C, avec une amplitude thermique annuelle de 15,3 °C. Le cumul annuel moyen de précipitations est de 656 mm, avec 10,4 jours de précipitations en janvier et 7,8 jours en juillet. Pour la période 1991-2020, la température moyenne annuelle observée sur la station météorologique la plus proche, située sur la commune de Brétigny-sur-Orge à 5 km à vol d'oiseau, est de 11,9 °C et le cumul annuel moyen de précipitations est de 628,9 mm,. Pour l'avenir, les paramètres climatiques de la commune estimés pour 2050 selon différents scénarios d'émission de gaz à effet de serre sont consultables sur un site dédié publié par Météo-France en novembre 2022.
| Mois                                  | jan.           | fév.           | mars            | avril         | mai             | juin           | jui.           | août           | sep.           | oct.            | nov.            | déc.             | année      |
| ------------------------------------- | -------------- | -------------- | --------------- | ------------- | --------------- | -------------- | -------------- | -------------- | -------------- | --------------- | --------------- | ---------------- | ---------- |
| Température minimale moyenne (°C)     | 1,7            | 1,5            | 3,6             | 5,7           | 9,2             | 12,5           | 14,4           | 14,1           | 11             | 8,2             | 4,5             | 2,2              | 7,4        |
| Température moyenne (°C)              | 4,5            | 5              | 8,1             | 10,9          | 14,5            | 17,9           | 20,2           | 20             | 16,4           | 12,4            | 7,7             | 4,9              | 11,9       |
| Température maximale moyenne (°C)     | 7,2            | 8,5            | 12,6            | 16,2          | 19,8            | 23,4           | 26             | 25,9           | 21,8           | 16,6            | 10,9            | 7,6              | 16,4       |
| Record de froid (°C) date du record   | −20,6 08.01.10 | −17 23.02.1963 | −10,7 13.03.13  | −4,7 11.04.03 | −1,9 07.05.1957 | 1,4 05.06.1991 | 3,8 01.07.1960 | 3,7 28.08.1974 | 0,2 17.09.1971 | −4,5 29.10.1985 | −9,6 24.11.1998 | −16,4 29.12.1964 | −20,6 2010 |
| Record de chaleur (°C) date du record | 15,8 27.01.03  | 20,2 27.02.19  | 25,3 25.03.1955 | 29,4 20.04.18 | 32 28.05.17     | 37,3 18.06.22  | 42 25.07.19    | 39,7 06.08.03  | 35,4 08.09.23  | 30,3 01.10.1985 | 22,1 07.11.15   | 16,8 17.12.15    | 42 2019    |
| Précipitations (mm)                   | 48,2           | 44,9           | 45              | 44,6          | 61,4            | 55,6           | 53,1           | 57,7           | 48,6           | 52,6            | 54,5            | 62,7             | 628,9      |

### Milieux naturels et biodiversité
Les bois communaux ont été recensés au titre des espaces naturels sensibles par le conseil général de l'Essonne.

## Urbanisme

### Typologie
Au 1er janvier 2024, Fleury-Mérogis est catégorisée grand centre urbain, selon la nouvelle grille communale de densité à sept niveaux définie par l'Insee en 2022.
Elle appartient à l'unité urbaine de Paris, une agglomération inter-départementale regroupant 407  communes, dont elle est une commune de la banlieue,,.
Par ailleurs la commune fait partie de l'aire d'attraction de Paris, dont elle est une commune du pôle principal,. Cette aire regroupe 1 929 communes,.

### Occupation des sols

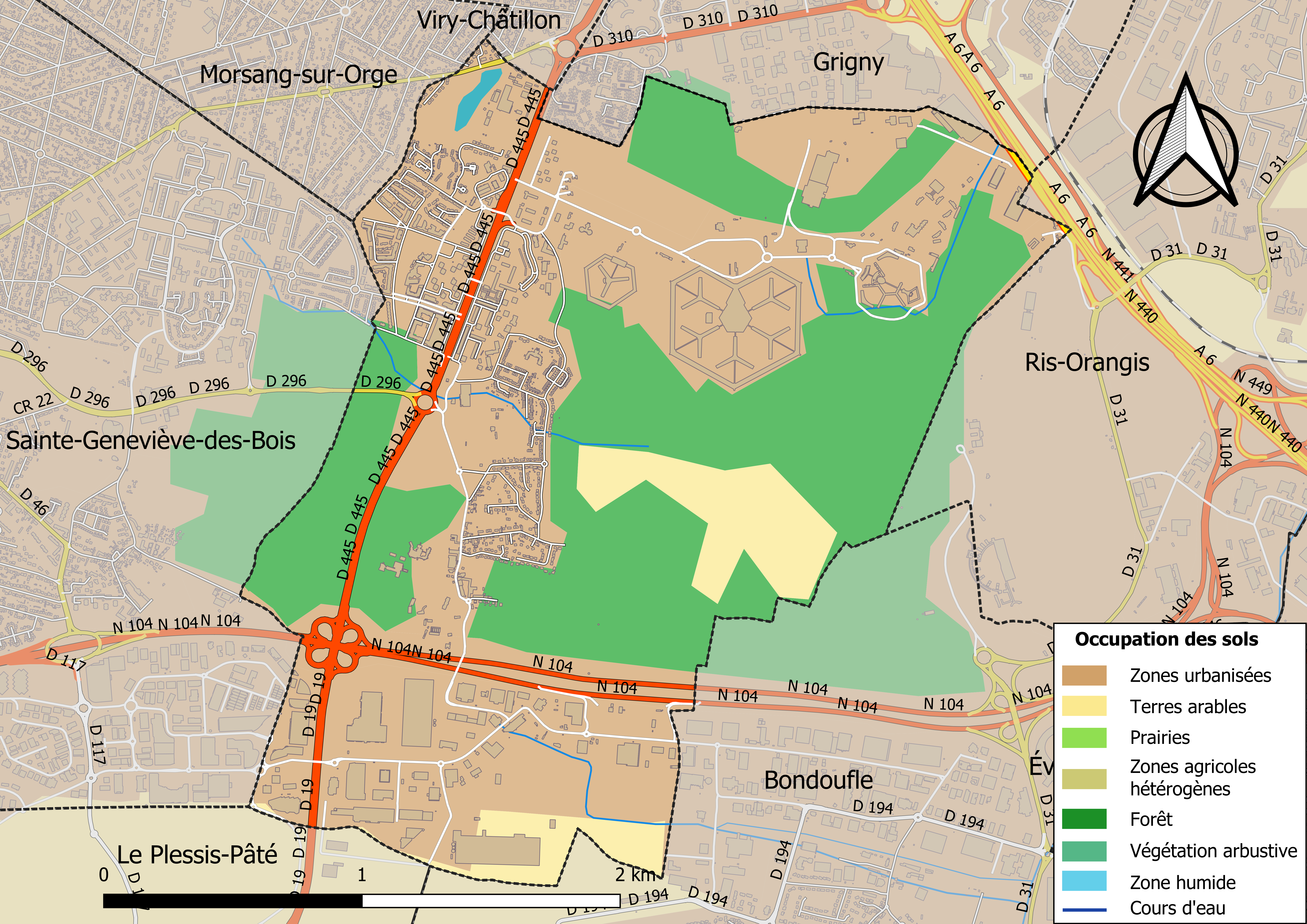
Carte des infrastructures et de l'occupation des sols de la commune en 2018 (CLC).

.
| Type d’occupation           | Pourcentage | Superficie (en hectares) |
| --------------------------- | ----------- | ------------------------ |
| Espace urbain construit     | 35,3 %      | 225,42                   |
| Espace urbain non construit | 11,7 %      | 74,73                    |
| Espace rural                | 52,9 %      | 337,70                   |
| Source : Iaurif-MOS 2008    |             |                          |

### Lieux-dits, écarts et quartiers

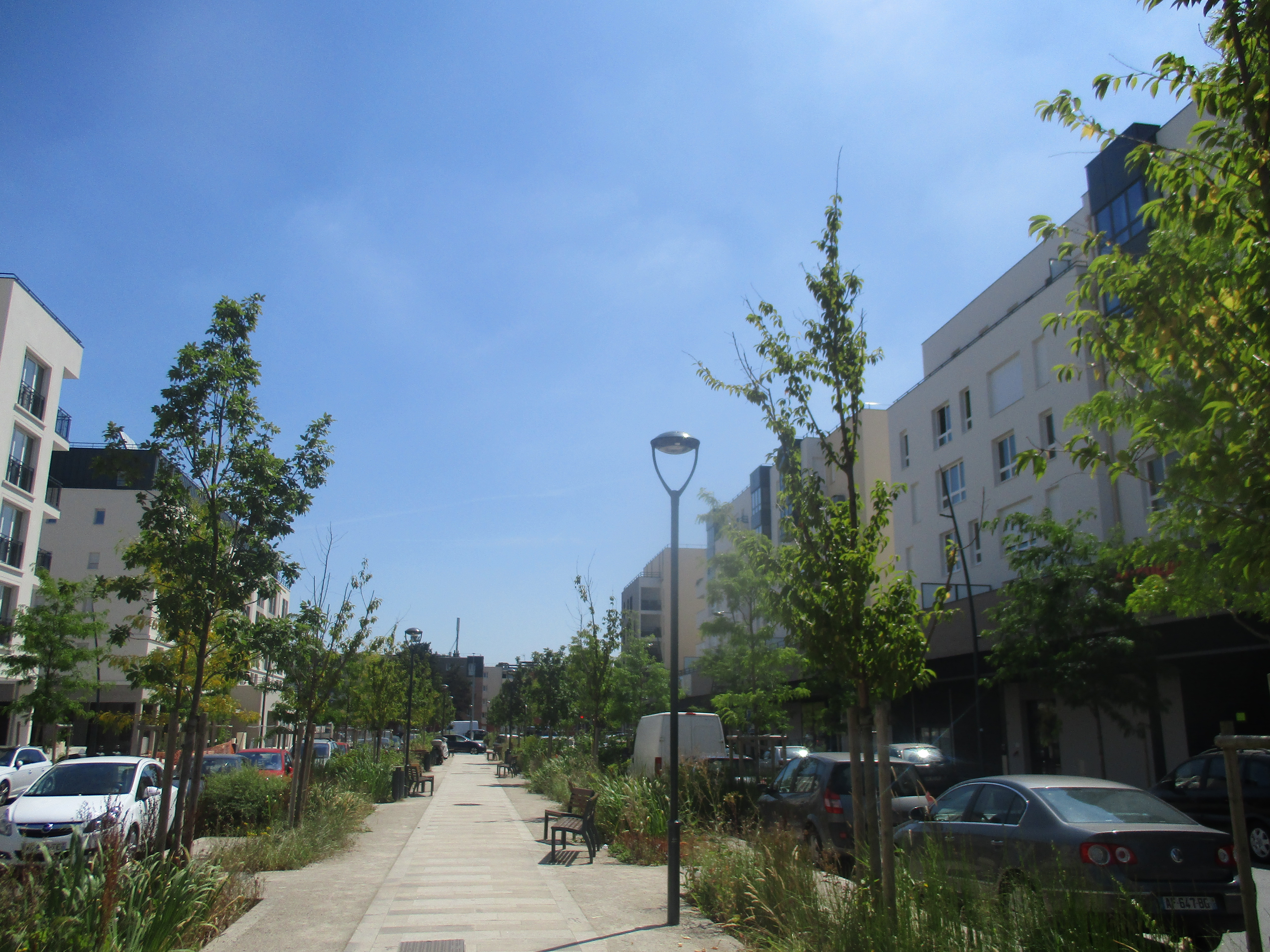
Quartier des Aunettes, reconstruit et réhabilité en 2013-2016.

L'ouest de la ville compte un petit quartier prioritaire nommé Les Aunettes, à ne pas confondre avec plusieurs quartiers éponymes dans ce secteur de l'Essonne. Il compte 1 364 habitants en 2018, le secteur prioritaire étant limité à un petit groupe de treize immeubles à l'ouest de l'avenue du docteur Fichez.
Au sein des Aunettes, un écoquartier, les Joncs-Marins, est construit à partir de 2013 avec seize lots devant totaliser onze cents logements familiaux (labellisés « effinergie + »[Quoi ?]), sociaux, résidence pour personnes âgées à mobilité réduite, centre commercial. Les petits immeubles, en majorité de cinq étages, sont quadrillés de rues ombragées d'arbres avec des allées de verdure et des pelouses. S'étendant sur 17 hectares, il comprend aussi des parkings et des commerces de proximité. Des appartements sont accessibles à la propriété, les derniers étant livrés pour 2016. Le lot no 2 comprend dix-neuf maisons individuelles construites selon les normes écologiques[réf. nécessaire].

### Habitat et logement
En 2021, le nombre total de logements dans la commune était de 3 711, alors qu'il était de 2 224 en 2016 et de 1 902 en 2011.
Parmi ces logements, 89,1 % étaient des résidences principales, 1,6 % des résidences secondaires et 9,3 % des logements vacants. Ces logements étaient pour 19,4 % d'entre eux des maisons individuelles et pour 78,4 % des appartements.
Le tableau ci-dessous présente la typologie des logements à Fleury-Mérogis en 2021 en comparaison avec celle de l'Essonne et de la France entière. Une caractéristique marquante du parc de logements est ainsi la faible proportion des résidences secondaires et logements occasionnels (1,6 %) par rapport au département (1,9 %) et à la France entière (9,7 %).
| Typologie                                               | Fleury-Mérogis | Essonne | France entière |
| ------------------------------------------------------- | -------------- | ------- | -------------- |
| Résidences principales (en %)                           | 89,1           | 91      | 82,2           |
| Résidences secondaires et logements occasionnels (en %) | 1,6            | 1,9     | 9,7            |
| Logements vacants (en %)                                | 9,3            | 7,2     | 8,1            |

La commune respecte les obligations qui lui sont faites par l'article 55 de la loi SRU de disposer d'au moins 25 % de son parc de résidences principales constitué de logements sociaux.

### Voies de communication et transports
La ville ne possède pas de gare sur son territoire, les plus proches étant celles de Grigny-Centre et Viry-Châtillon sur le RER D ou encore de Sainte-Geneviève-des-Bois sur le RER C qui sont toutes trois des villes limitrophes.
Plusieurs stations du T12 (Évry-Courcouronnes - Massy-Palaiseau) donnent également l'accès à la commune de Fleury-Mérogis : 
- la station "Bois de Saint-Eutrope", située à l'ouest de la commune de Ris-Orangis;
- la station "Ferme Neuve", située non loin du centre-ville de la commune de Grigny;
- la station "Amédée Gordini", située a cheval entre les communes de Grigny et Viry-Châtillon.

Fleury-Mérogis est desservi par plusieurs lignes de bus :
Par 4 lignes de bus du réseau de bus Évry Centre Essonne :
- la ligne 4201 (Saint-Michel-sur-Orge - Corbeil-Essonnes) relie la ville à Évry-Courcouronnes (notamment son centre commercial régional et sa préfecture) et Corbeil-Essonnes, qui sont les deux villes les plus importantes du département, mais également à ses voisines Sainte-Geneviève-des-Bois et Saint-Michel-sur-Orge jusqu'à minuit tous les jours.
- la ligne 4221 (Grigny - ZAC de la Croix Blanche), qui est l'une des deux lignes les plus importantes de la ville car elle dessert la quasi-intégralité de la commune (la zone industrielle des Ciroliers, les zones d'habitations et également le centre pénitentiaire de Fleury-Mérogis) tous les jours de la semaine.
- la ligne 4244 (Fleury-Mérogis - Villabé), dessert également le territoire communal, mais uniquement 2 arrêts qui sont situés dans le sud de la ville, principalement dans la zone industrielle des Ciroliers et aux portes de la zone d'activités de la Croix-Blanche et avec une desserte assez famélique du fait de ses 4 à 5 passages journaliers les jours ouvrés seulement.
- la ligne 4278 (Fleury-Mérogis - Bondoufle), dessert le centre-ville de Fleury-Mérogis a Bondoufle, tout en se dirigeant vers le sud de la ville avec une amplitude horaire du lundi au vendredi uniquement aux heures d'entrées et de sorties scolaires.

Par 6 lignes de bus du réseau de bus Cœur d'Essonne :
- la ligne 4502 (Maison d'Arrêt des Femmes - Porte d'Orléans), relie la maison d'arrêt à Paris - Porte d'Orléans en moins de 30 minutes par autoroute tous les jours.
- la ligne 4505 (Juvisy RER - ZAC de la Croix Blanche), qui est la deuxième ligne la plus importante de la ville, dessert la zone industrielle des Ciroliers, la mairie de Fleury-Mérogis et le centre-ville, tout en empruntant la RD445 sur le centre-ville en direction de Grigny.
- la ligne 4510 (Maison d'Arrêt des Femmes - Sainte-Geneviève-des-Bois RER), dessert principalement le centre pénitentiaire ainsi que les zones d'habitations de Fleury.
- la ligne 4520 (Juvisy RER - Maison d'Arrêt des Femmes), permet de desservir la commune à la gare de Juvisy, sans arrêt.
- la ligne 4522 (Savigny-sur-Orge RER - Fleury-Mérogis), ne dessert pas réellement la commune, son terminus est situé a cheval entre les communes de Fleury-Mérogis (vers l'ouest à proximité du Parc de la Greffière) et de Morsang-sur-Orge.
- la ligne 4577 (Fleury-Mérogis - Sainte-Geneviève-des-Bois), ligne a vocation scolaire, fonctionne du lundi au vendredi, dessert le centre-ville de Fleury et permet aux collégiens et lycéens de la commune d'accéder au collège Paul Eluard et au lycée Einstein, situées sur la commune voisine de Sainte-Geneviève-des-Bois.

## Toponymie

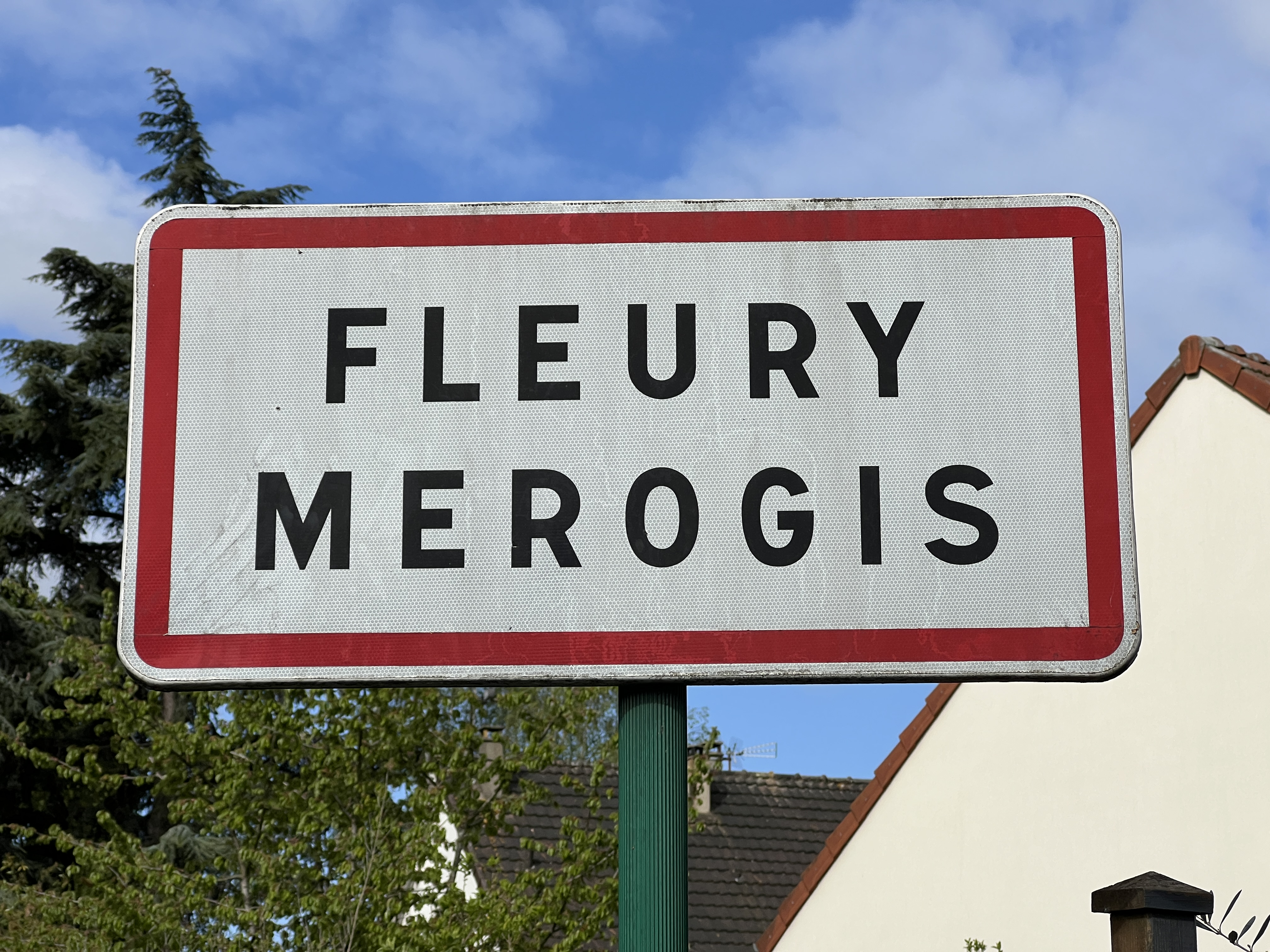

Fluriacum en 1093, Floriacum, Floriacum Merogii, Fleury-Merongis, Flori ou Flory au XIIIe siècle.
De florus « être riche », -acum « fortification » et de l'anthroponyme Méraugis.
La commune est instituée par la Révolution française en 1789 avec son nom actuel.

## Histoire

### Moyen Âge
L'histoire de la ville commence en l'an 1093 : c'est à l'époque un domaine agricole appartenant à un seigneur du nom de Florus (d'où le nom de Floriacum = de Florus). L'endroit est la possession du seigneur Robertus de Floriacus en 1140, puis de Guillaume de Mérogis, et ainsi le village se nomme Flory-Mérogis au début du XIVe siècle.

### Temps modernes
Le village est construit autour de sa petite église et du château fort médiéval détruit en 1722. Guillaume Joly de Fleury (1675-1756), propriétaire des terres, fait construire un nouveau château dans les années 1720.

### Époque contemporaine
La vocation agricole de Fleury-Mérogis se perpétue jusqu'au début des années 1960. En parallèle, on sait aussi qu'au XIXe siècle, la commune comptait aussi une carrière de pierres meulières, destinées à la ville de Paris, dont le lieu-dit du "Bois des trous" tire son nom. Fleury-Mérogis comptait 261 habitants en 1946 et 361 en 1962.
Depuis 1968, la ville accueille sur son territoire la maison d'arrêt de Fleury-Mérogis, le plus grand centre pénitentiaire d'Europe.
La population de la commune explose à partir des années 1970, intégrant des travailleurs immigrés et des populations issues de l'exode rural par vagues successives. Cette période marquée par la politique de regroupement familial est gérée par une municipalité communiste (jusqu'en 2009) qui doit faire construire des infrastructures ex nihilo. Les habitants sont au nombre de 4 953 en 1990, de 7 419 en 1982 et de 9 219 en 2013. De grandes cités de logements sociaux sont construites rapidement dans les années 1970-1990. La politique de la ville évolue au début du XXIe siècle avec la destruction de tours et la réhabilitation de certains quartiers. Il est à noter que 37 % de la surface de la commune sont constitués d'espaces verts ou boisés.
Une nuit d'émeute a éclaté en juin 2016 dans la partie ouest de la ville[non pertinent].

## Politique et administration

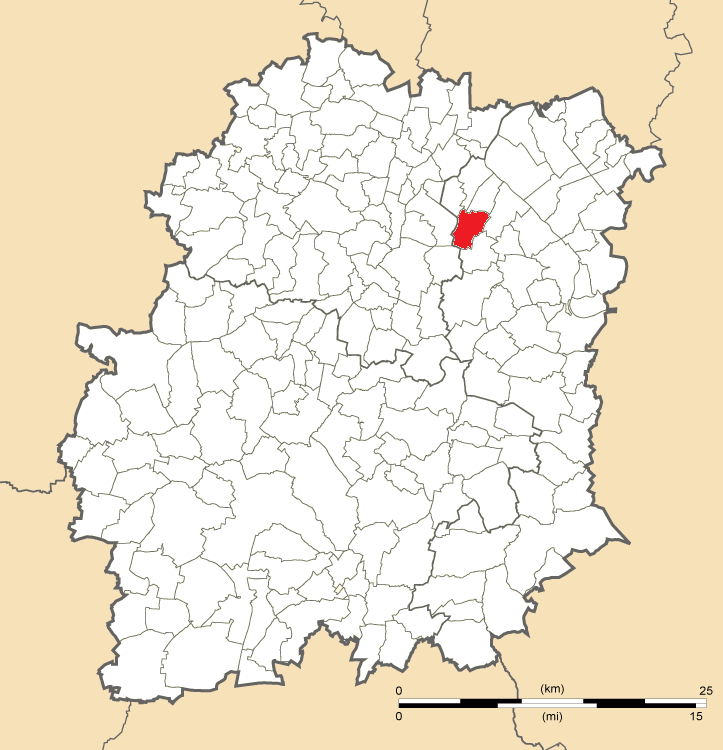
Position de Fleury-Mérogis en Essonne.

### Rattachements administratifs et électoraux

#### Rattachements administratifs
Jusqu’à la loi du 10 juillet 1964, la commune faisait partie du département de Seine-et-Oise. Le redécoupage des anciens départements de la Seine et de Seine-et-Oise fait que la commune appartient désormais à l'Essonne et à son arrondissement d'Évry après un transfert administratif effectif le 1er janvier 1968.
La commune faisait partie depuis 1801 du canton de Longjumeau. Celui-ci est scindé en 1964 et la commune rattachée à celui de Juvisy-sur-Orge. Lors de la mise en place du département de l'Essonne, la commune intègre en 1967 le canton de Viry-Châtillon, puis, en 1975, celui de Morsang-sur-Orge. Dans le cadre du redécoupage cantonal de 2014 en France, cette circonscription administrative territoriale a disparu, et le canton n'est plus qu'une circonscription électorale.

#### Rattachements électoraux
Pour les élections départementales, la commune est membre depuis 2014 du canton de Ris-Orangis.
Pour l'élection des députés, la commune est rattachée à la dixième circonscription de l'Essonne.

### Intercommunalité
La commune faisait partie de la communauté d'agglomération du Val d'Orge, un établissement public de coopération intercommunale (EPCI) à fiscalité propre créé en 2001 et auquel la commune avait transféré un certain nombre de ses compétences, dans les conditions déterminées par le code général des collectivités territoriales.
Dans le cadre de la mise en œuvre de la loi MAPAM du 27 janvier 2014, qui prévoit la généralisation de l'intercommunalité à l'ensemble des communes et la création d'intercommunalités de taille importante, le projet de schéma régional de coopération intercommunale de février 2015 prévoyait la création, en Essonne, d’une agglomération de plus de 500 000 habitants regroupant 48 communes, allant de l’Arpajonnais au SAN de Sénart Ville Nouvelle en Seine-et-Marne. Après concertation, ce projet a été amendé et le préfet de la région d'Île-de-France approuve le 4 mars 2015 un schéma régional de coopération intercommunale qui prévoit notamment la « fusion de la communauté d'agglomération du Val d'Orge et de la communauté de communes de l'Arpajonnais ».
Cette fusion est intervenue le 1er janvier 2016, créant la communauté d'agglomération Cœur d'Essonne Agglomération, dont la commune est désormais membre.

### Tendances et résultats politiques

#### Élections présidentielles
Au premier tour de l'élection présidentielle de 2012, les électeurs de la commune ont retenu les quatre premiers candidats suivants : François Hollande (35,71 % des suffrages exprimés), Marine Le Pen (20,55 %), Jean-Luc Mélenchon (19,71 %) et Nicolas Sarkozy (16,10 %). 
Au second tour, le candidat élu François Hollande obtient 1 315 voix (62,65 %) et Nikcolas Sarkozy 784 voix (37,53 %), lors d'un scrutin où 21,87 % des électeurs se sont abstenus.
Au premier tour de l'élection présidentielle de 2017, les électeurs de la commune ont retenu les quatre premiers candidats suivants : Jean-Luc Mélenchon (31,36 % des suffrages exprimés), Marine Le Pen (25,53 %), Emmanuel Macron (20,62 %) et François Fillon (8,56 %. 
Au second tour, le candidat élu Emmanuel Macron  recueille 1 356 voix (62,55 %) et Marine Le Pen 812 voix (37,45 %), lors d'un scrutin où 27,51 % des électeurs se sont abstenus.
Au premier tour de l'élection présidentielle de 2022, les électeurs de la commune ont retenu les quatre premiers candidats suivants : Jean-Luc Mélenchon (41,59 % des suffrages exprimés), Marine Le Pen (23,10 %), Emmanuel Macron (15,99 %) et Fabien Roussel (5,28 %). 
Au second tour, le candidat élu Emmanuel Macron  recueille 1 130 voix (53,18 %) et Marine Le Pen 995 voix (46,82 %) lors d'un scrutin où 36,89 % des élmecteurs se sont abstenus.

#### Élections législatives
Résultats des deuxièmes tours :
- Élections législatives de 2002 : 58,80 % pour Julien Dray (PS), 41,20 % pour Francis Decoux (UMP), 47,35 % de participation[30].
- Élections législatives de 2007 : 57,25 % pour Julien Dray (PS), 42,75 % pour Laurence Gaudin (UMP), 51,92 % de participation[31].
- Élections législatives de 2012 : 58,48 % pour Malek Boutih (PS), 41,52 % pour Marianne Duranton (PR), 48,28 % de participation[32].
- Élections législatives de 2017 : 51,35 % pour Charlotte Girard (FI), 48,65 % pour Pierre-Alain Raphan (EM), 32,02 % de participation.

#### Élections européennes
Résultats des deux meilleurs scores :
- Élections européennes de 2004 : 23,26 % pour Harlem Désir (PS), 21,82 % pour Francis Wurtz (PCF), 33,06 % de participation[33].
- Élections européennes de 2009 : 24,32 % pour Patrick Le Hyaric (PCF), 16,59 % pour Harlem Désir (PS), 32,22 % de participation[34].
- Élections européennes de 2014 : 29,01 % pour Aymeric Chauprade (FN), 21,33 % pour Pervenche Berès (PS), 35,12 % de participation[35].
- Élections européennes de 2019 : 29,09 % pour Jordan Bardella (RN), 12,25 % pour Nathalie Loiseau (LREM), 36,99 % de participation.

#### Élections régionales
Résultats des deux meilleurs scores :
- Élections régionales de 2004 : 62,62 % pour Jean-Paul Huchon (PS), 21,82 % pour Jean-François Copé (UMP), 55,77 % de participation[36].
- Élections régionales de 2010 : 71,59 % pour Jean-Paul Huchon (PS), 28,41 % pour Valérie Pécresse (UMP), 39,25 % de participation[37].
- Élections régionales de 2015 : 50,27 % pour Claude Bartolone (PS), 25,99 pour Wallerand de Saint-Just (FN), 23,74 % pour Valérie Pécresse (LR), 48,03 % de participation.

#### Élections cantonales puis départementales
Résultats des deuxièmes tours :
- Élections cantonales de 2004 : 69,66 % pour Marjolaine Rauze (PCF), 30,34 % pour Laurence Gaudin (UMP), 56,00 % de participation[38].
- Élections cantonales de 2011 : 68,14 % pour Marjolaine Rauze (PCF), 31,86 % pour René Delmas (FN), 36,91 % de participation[39].
- Élections départementales de 2015 : 60,15 % pour Hélene Dian-Leloup et Stéphane Raffali (PS) , 39,85 % pour Isabelle Rossignol et Claude Stillen (FN), 36,96 % de participation.

#### Élections municipales
Lors des Élections municipales de 2008, la liste PCF du maire sortant Michel Humbert est la seule candidate et obtient la totalité des suffrages exprimés et est donc élue au premier tour, 40,61 % de participation.
Plus du tiers des membres du conseil municipal ayant démissionné, des élections municipales partielles sont organisées en 2009. Lors du premier tour, la liste PS/Verts menée par David Derrouet obtient la majorité absolue des suffrages exprimés, avec 792 voix (54,43 %, 23 conseillers municipaux élus), devançant largement la liste PCF menée par le maire sortant Michel Humbert, qui a obtenue 663 voix (45,57 %, 6 conseillers municipaux élus).
Lors de ce scrutin, 47,58 % des électeurs se sont abstenus.
Lors du  premier tour des élections municipales de 2014 dans l'Essonne, la liste DVG menée par le maire sortant David Derrouet obttient la majorité absolue des suffrages exprimés, avec 1 060 voix (57,45 %, 24 conseillers municipaux élus dont 3 communautaires), devançant très largement les listes menées respectivement par : 

-  Bruno Hyson (DVD, 288 voix, 15,60 %, 2 conseillers municipaux élus) ; 

- Abdel Yassine (DVG, 287 voix, 15,55 %, 2 conseillers municipaux élus) ; 
 
- Annie Saltzmann (FG, 210 voix, 11,38 %, 1 conseiller municipal élu).

Lors de ce scrutin, 37,93 des électeurs se sont abstenus.
À la suite de la démission de la maire Aline Cabeza, des élections municipales sont organisées en février 2019,. La liste SE menée par Olivier Corzani obtient dès le premier tour la majorité absolue des suffrages exprimés, avec 56 %, devançant les listes menées respectivement par : 
- Nadia Le Guern, adjointe sortante, 29 % ; 
- Abdel Yassine, 15 %.
Lors de ce scrutin, 60,95 % des électeurs se sont abstenus.
Lors du premier tour des élections municipales de 2014 dans l'Essonne, la liste DIV menée par lme maire sortant Olivier Corzani obttient la majorité absolue des suffrages exprimés, avec 1 172 voix (79,72 %, 30 conseillers municipaux élus dont 3 communauitaires), devançant très largement celle, également DIV, menée par Nadia Le Guern, qui a recueilli 298 voix (20,27 %, 3 conseillers municipaux élus).

Lors de ce scrutin marqué par la pandémie de Covid-19 en France, 57,61 % des électeurs se sont abstenus.
Référendums
- Référendum de 2000 relatif au quinquennat présidentiel : 69,86 % pour le Oui, 30,14 % pour le Non, 19,63 % de participation[47].
- Référendum de 2005 relatif au traité établissant une Constitution pour l'Europe : 73,73 % pour le Non, 26,27 % pour le Oui, 65,54 % de participation[48].

### Politique locale
Le maire réélu au terme des élections municipales de 2014 dans l'Essonne, David Derrouet, annonce en juin 2017 sa démission pour des raisons personnelles. Le conseil municipal élit en octobre 2017 son successeur, Aline Cabeza, malgré la contestation de certains élus. Celle-ci annonce toutefois sa démission dès novembre 2018, au terme d'un conseil municipal où le quorum n'avait pas été réuni et où des élus avaient reprochés au maire le départ de médecins.
Les élections municipales partielles organisées le 3 février 2019 voient la victoire de la liste « Fleury pleinement citoyenne » (SE) menée par Olivier Corzani (PCF) dès le premier tour et celui-ci est élu maire le 9 février 2019.

## Équipements et services publics

### Enseignement
Fleury-Mérogis est rattachée à l'académie de Versailles. Elle dispose[Quand ?] des groupes scolaires Robert Desnos, Frédéric Joliot-Curie et Paul Langevin.

### Santé
Le centre hospitalier Manhes a été créé initialement en 1965 par la FNDIRP (Fédération nationale des déportés et internés résistants et patriotes) pour les anciens déportés, et propose : soins de suite et de réadaptation (SSR), hôpital de Jour, psychiatrie, hémodialyse rénale, un service de consultations externes .
La commune dispose sur son territoire de l'établissement d'hébergement pour personnes âgées dépendantes Marcel-Paul (rattaché au centre Manhes), fondé en 1948.
Un centre de la protection maternelle et infantile est implanté dans la commune.

### Culture
La ville dispose[Quand ?] de plusieurs infrastructures culturelles, dont :
- la salle André-Malraux (théâtre, danse, musique) ;
- la médiathèque Elsa-Triolet ;
- l'espace Jean-Wiener (centre musical et artistique) ;
- Le Onze (studio de répétition et d'enregistrement).

### Postes et télécommunications
La commune dispose d'un bureau de poste.

### Justice, sécurité, secours et défense

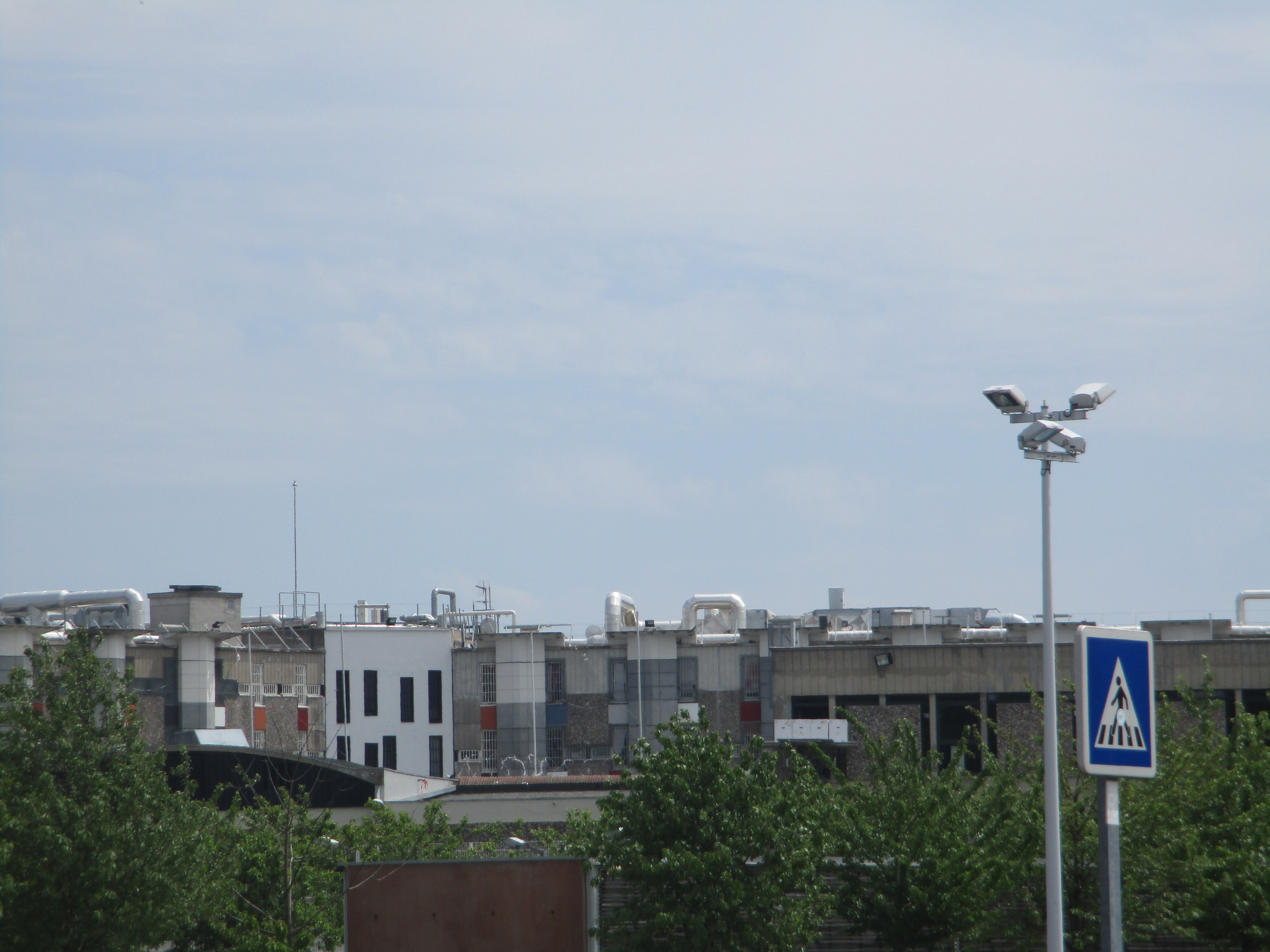
La maison d'arrêt.

La ville est principalement connue pour accueillir sur son sol une prison, la maison d'arrêt de Fleury-Mérogis.
La commune dispose en 2010 sur son territoire d'une brigade de gendarmerie nationale.

## Population et société

### Démographie
Les habitants sont appelés les Floriacumois.*

#### Évolution démographique
L'évolution du nombre d'habitants est connue à travers les recensements de la population effectués dans la commune depuis 1793. Pour les communes de plus de 10 000 habitants les recensements ont lieu chaque année à la suite d'une enquête par sondage auprès d'un échantillon d'adresses représentant 8 % de leurs logements, contrairement aux autres communes qui ont un recensement réel tous les cinq ans,.

En 2022, la commune comptait 13 816 habitants, en évolution de +20,87 % par rapport à 2016 (Essonne : +2,89 %, France hors Mayotte : +2,11 %).
| 1793 | 1800 | 1806 | 1821 | 1831 | 1836 | 1841 | 1846 | 1851 |
| ---- | ---- | ---- | ---- | ---- | ---- | ---- | ---- | ---- |
| 137  | 251  | 211  | 199  | 210  | 226  | 223  | 225  | 217  |

| 1856 | 1861 | 1866 | 1872 | 1876 | 1881 | 1886 | 1891 | 1896 |
| ---- | ---- | ---- | ---- | ---- | ---- | ---- | ---- | ---- |
| 217  | 230  | 236  | 235  | 224  | 198  | 201  | 180  | 237  |

| 1901 | 1906 | 1911 | 1921 | 1926 | 1931 | 1936 | 1946 | 1954 |
| ---- | ---- | ---- | ---- | ---- | ---- | ---- | ---- | ---- |
| 239  | 287  | 268  | 248  | 349  | 324  | 238  | 201  | 445  |

| 1962 | 1968  | 1975  | 1982  | 1990  | 1999  | 2006  | 2011  | 2016   |
| ---- | ----- | ----- | ----- | ----- | ----- | ----- | ----- | ------ |
| 351  | 1 194 | 6 551 | 7 419 | 9 677 | 9 074 | 9 167 | 9 110 | 11 430 |

| 2021   | 2022   | - | - | - | - | - | - | - |
| ------ | ------ | - | - | - | - | - | - | - |
| 13 983 | 13 816 | - | - | - | - | - | - | - |

#### Pyramide des âges
La population de la commune est relativement jeune.
En 2018, le taux de personnes d'un âge inférieur à 30 ans s'élève à 50,3 %, soit au-dessus de la moyenne départementale (39,9 %). À l'inverse, le taux de personnes d'âge supérieur à 60 ans est de 6,0 % la même année, alors qu'il est de 20,1 % au niveau départemental.
En 2018, la commune comptait 9 207 hommes pour 4 710 femmes, soit un taux de 66,16 % d'hommes, largement supérieur au taux départemental (48,98 %).
Les pyramides des âges de la commune et du département s'établissent comme suit.
| Hommes | Classe d’âge | Femmes |
| ------ | ------------ | ------ |
| 0,0    | 90 ou +      | 0,5    |
| 0,7    | 75-89 ans    | 1,7    |
| 3,9    | 60-74 ans    | 6,5    |
| 14,6   | 45-59 ans    | 15,4   |
| 30,2   | 30-44 ans    | 26,0   |
| 37,3   | 15-29 ans    | 25,7   |
| 13,3   | 0-14 ans     | 24,2   |

| Hommes | Classe d’âge | Femmes |
| ------ | ------------ | ------ |
| 0,5    | 90 ou +      | 1,4    |
| 5,4    | 75-89 ans    | 7,2    |
| 12,9   | 60-74 ans    | 13,9   |
| 20     | 45-59 ans    | 19,4   |
| 19,9   | 30-44 ans    | 20,1   |
| 20     | 15-29 ans    | 18,2   |
| 21,3   | 0-14 ans     | 19,8   |

### Sports et loisirs

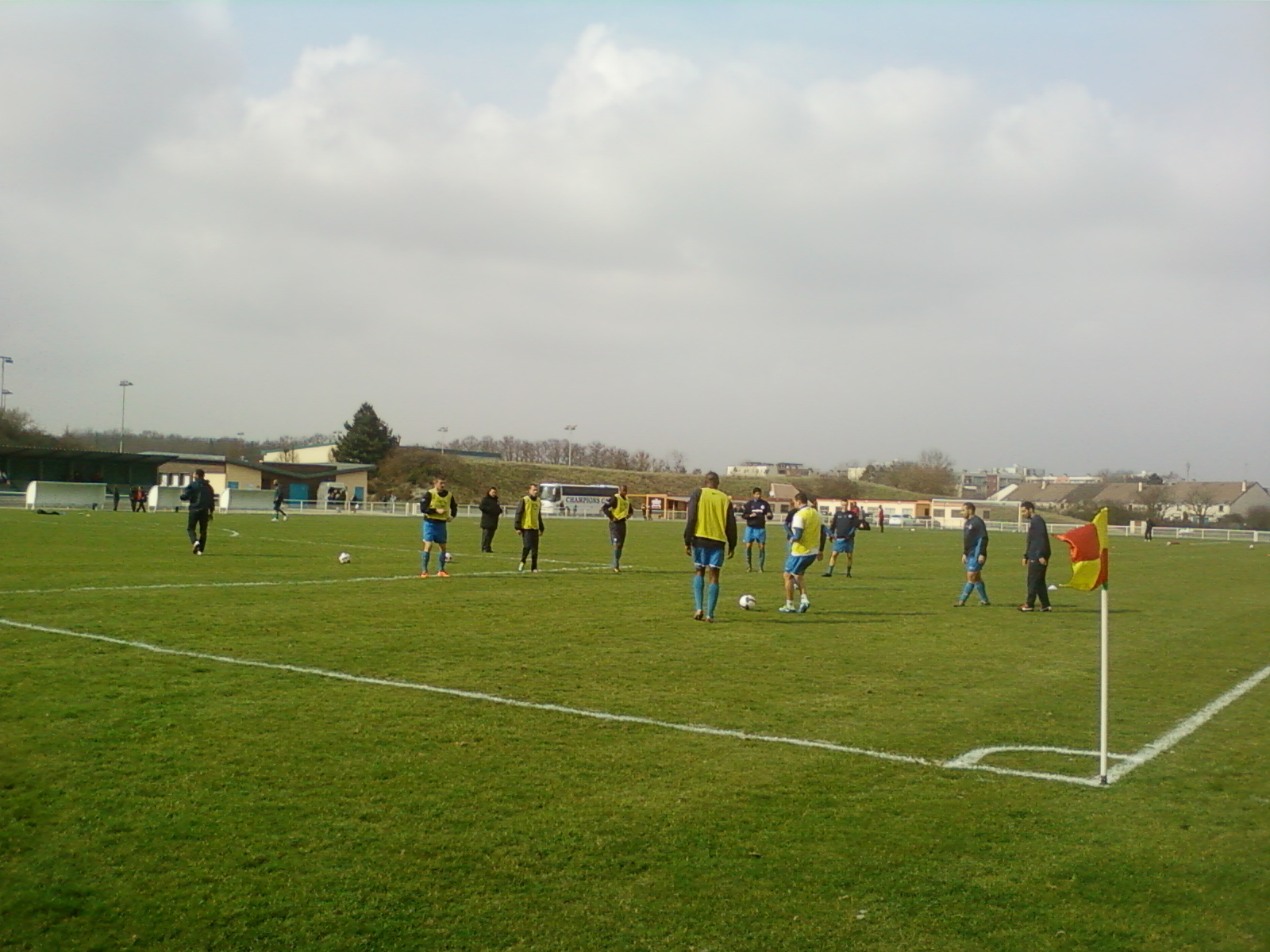
Le stade Auguste-Gentelet.

Le club de football, le FC Fleury 91, la D1 Féminine, les réserves, et les jeunes évoluent au Complexe Sportif Auguste Gentelet. Tandis que l'équipe première masculine réside au stade Robert-Bobin de Bondoufle[réf. nécessaire].

### Cultes
La paroisse catholique de Fleury-Mérogis est rattachée au secteur pastoral du Val d'Orge-Sainte-Geneviève-des-Bois et au diocèse d'Évry-Corbeil-Essonnes. Elle dispose de l'église du Saint-Rédempteur, datant du XVIIIe siècle.

### Médias
Le quotidien Le Parisien et  l'hebdomadaire Le Républicain relatent les informations locales. La commune est en outre dans le bassin d'émission des chaînes de télévision France 3 Paris Île-de-France Centre, IDF1 et Téléssonne intégré à Télif.

## Économie

### Emplois, revenus et niveau de vie
En 2006, le revenu fiscal médian par ménage était de 16 729 €, ce qui plaçait la commune au 12 100e rang parmi les 30 687 communes de plus de cinquante ménages que compte le pays et au cent quatre-vingtième rang départemental.
| Répartition des emplois par catégories socioprofessionnelles en 2006. |              |                                           |                                                   |                            |                          |                           |
|                                                                       | Agriculteurs | Artisans, commerçants, chefs d’entreprise | Cadres et professions intellectuelles supérieures | Professions intermédiaires | Employés                 | Ouvriers                  |
| Fleury-Mérogis                                                        | 0,0 %        | 1,5 %                                     | 8,8 %                                             | 18,2 %                     | 44,7 %                   | 26,9 %                    |
| Zone d’emploi d’Orly                                                  | 0,1 %        | 4,6 %                                     | 15,2 %                                            | 27,8 %                     | 30,3 %                   | 22,1 %                    |
| Moyenne nationale                                                     | 2,2 %        | 6,0 %                                     | 15,4 %                                            | 24,6 %                     | 28,7 %                   | 23,2 %                    |
| Répartition des emplois par secteurs d’activités en 2006.             |              |                                           |                                                   |                            |                          |                           |
|                                                                       | Agriculture  | Industrie                                 | Construction                                      | Commerce                   | Services aux entreprises | Services aux particuliers |
| Fleury-Mérogis                                                        | 0,3 %        | 5,7 %                                     | 3,1 %                                             | 11,5 %                     | 6,4 %                    | 4,1 %                     |
| Zone d’emploi d’Orly                                                  | 0,5 %        | 8,1 %                                     | 7,2 %                                             | 15,0 %                     | 14,3 %                   | 6,3 %                     |
| Moyenne nationale                                                     | 3,5 %        | 15,2 %                                    | 6,4 %                                             | 13,3 %                     | 13,3 %                   | 7,6 %                     |
| Sources : Insee,                                                      |              |                                           |                                                   |                            |                          |                           |

## Culture locale et patrimoine

### Lieux et monuments
- Une borne routière  Inscrite MH (1934)[92]  marquée d'une fleur de lys, est désormais disparue.
- L'église du Saint-Rédempteur de Fleury-Mérogis.

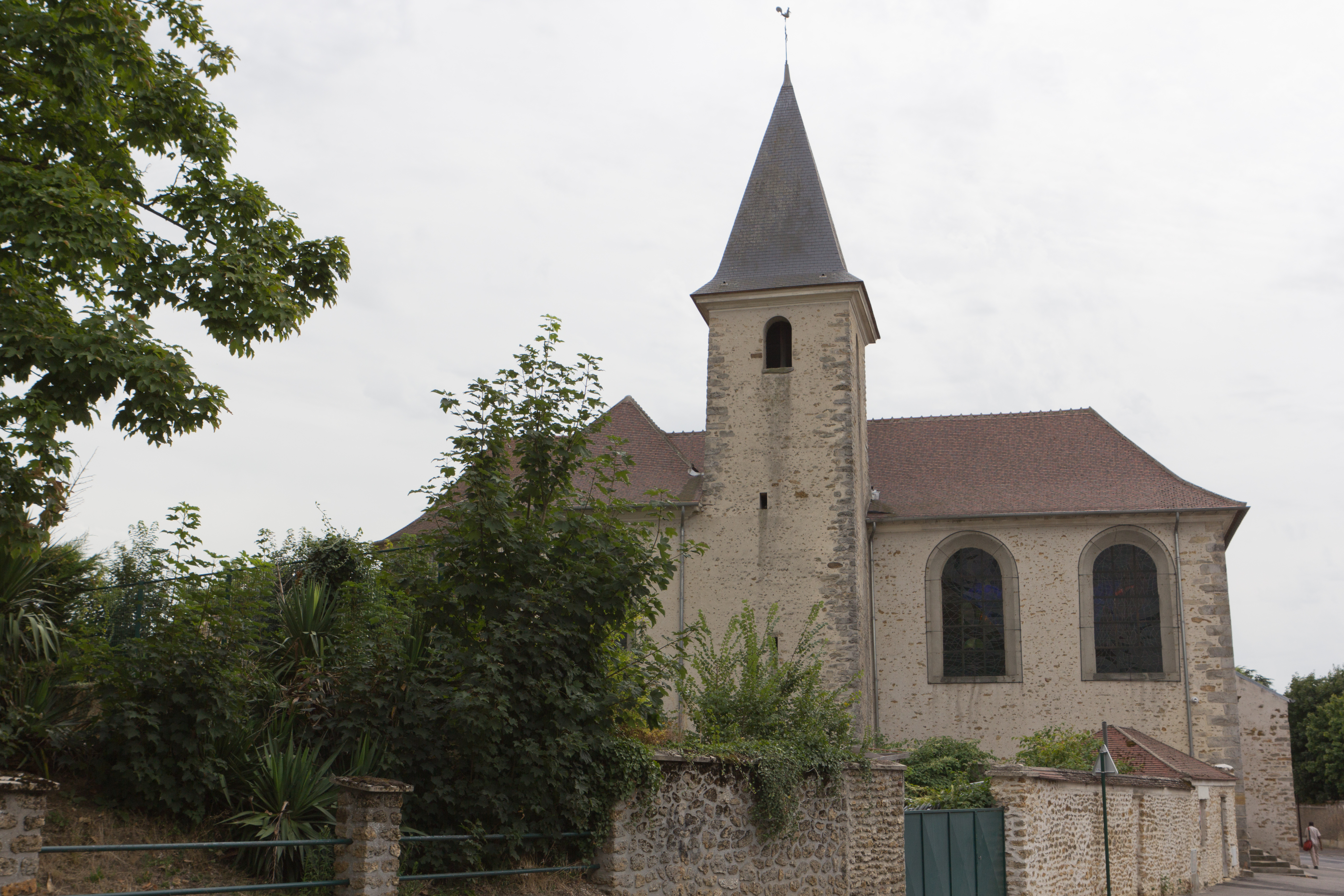
L'église du Saint-Rédempteur.

### Personnalités liées à la commune
Différents personnages publics sont nés, décédés ou ont vécu à Fleury-Mérogis :
- La famille Joly de Fleury possédait le domaine sous l'Ancien Régime.
- Georges Marrane (1888-1976), homme politique, membre du Parti communiste français, notamment maire d'Ivry-sur-Seine, président du conseil général de la Seine, ministre de la Santé publique et de la Population, sénateur et député de la Seine y est mort.
- Florimond Bonte (1890-1977), homme politique, membre du Parti communiste français, député de la Seine de 1936 à 1940, puis de 1945 à 1958, y est mort.
- Martine Lefeuvre-Déotte (1951-), sociologue a enseigné à la maison d'arrêt.
- Grégoire Ludig (1982-), acteur, humoriste et producteur français, y est né. Il forme avec David Marsais le duo comique Palmashow depuis 2002.

### Fleury-Mérogis dans les arts et la culture
- Trust - Le Mitard (musique) : 8e morceau de la version française de l'album Répression, et 10e pour la version anglaise. Les auteurs sont Bernie Bonvoisin (chanteur du groupe) et Jacques Mesrine (ancien criminel français, connu comme "l'ennemi public numéro un", et principal protagoniste du morceau). Dans cette chanson, Fleury-Mérogis désigne la maison d'arrêt de ladite commune, où Jacques Mesrine fut incarcéré. Elle visait à dénoncer le traitement des détenus[réf. nécessaire].

### Héraldique et logotype

La commune s'est dotée d'un logotype.

## Pour approfondir